# Cisówka (Beskid Wyspowy)
Cisówka (564 m n.p.m.) – szczyt w Beskidzie Wyspowym, w miejscowości Łukowica w województwie małopolskim, w powiecie limanowskim, w gminie Łukowica. Jest to niewielkie wzniesienie po południowo-wschodniej stronie grzbietu Pępówki. Pomiędzy szczyty te wcina się dolinka potoku z wąwozem Międzygóry. Potok ten uchodzi do Łukowicy.
Cisówka jest porośnięta lasem, ale z trzech stron otaczają ją pola uprawne i zabudowania wsi Łukowica. 